# Egilberto Martufi
Egilberto Martufi (Lanuvio, 5 maggio 1926 – 1989) è stato un maratoneta italiano.
È stato campione italiano di mezza maratona a Pescara nel 1951 e di maratona a Mestre nel 1952, correndo con la maglia del C.S. Capitolino di Roma. Ha partecipato ai Giochi olimpici di Helsinki nel 1952.
Gli è stato dedicato il campo sportivo di Lanuvio.

## Campionati nazionali
1951
- Oro ai campionati italiani di maratonina, 20 km - 1h08'41"

1952
- Oro ai campionati italiani di maratona - 2h37'30"0